# تشارلز هنري بارتليت
تشارلز هنري بارتليت (بالإنجليزية: Charles Henry Bartlett)‏ مواليد 1885 - وفيات 1968، كان دراج إنجليزي. سبق أن شارك في دورة الألعاب الأولمبية الصيفية وفاز بميدالية أولمبية.

## الميداليات
| الميدالية | المسابقة                       |
| --------- | ------------------------------ |
| ذهبية     | الألعاب الأولمبية الصيفية 1908 |

## روابط خارجية
- تشارلز هنري بارتليت على موقع أرشيف الدراجات (الإنجليزية)
- تشارلز هنري بارتليت على موقع اللجنة الأولمبية الدولية (الإنجليزية)
- تشارلز هنري بارتليت على موقع أوليمبيديا (الإنجليزية)